# Preston Road
Preston Road è una stazione della metropolitana di Londra situata sulla linea Metropolitan.

## Storia
Il 2 agosto 1880 la linea della Metropolitan Railway venne estesa da Willesden Green a Harrow-on-the-Hill, ma all'inizio non c'erano stazioni tra Neasden e Harrow. Una stazione sul lato est del ponte di Preston Road è stata aperta il 21 maggio 1908 e originariamente era denominata Preston Road Halt for Uxendon and Kenton. In seguito è stata rinominata  Preston Road. Durante il 1931-1932, fu trasferita sul lato opposto del ponte stradale, e il lavoro fu fatto in due fasi: la piattaforma in direzione sud fu risistemata il 22 novembre 1931, e quella in direzione nord il 3 gennaio 1932.

## Strutture e impianti
Fa parte della Travelcard Zone 4.

## Movimento
È una stazione per soli treni "locali", ossia per i treni che effettuano fermata in tutte le stazioni; i treni espressi della linea Metropolitan, infatti, non effettuano fermate nelle stazioni tra Wembley Park e Harrow-on-the-Hill).

## Interscambi
Nelle vicinanze della stazione effettuano fermata alcune linee automobilistiche urbane, gestite da London Buses.
- Fermata autobus

## Galleria d'immagini

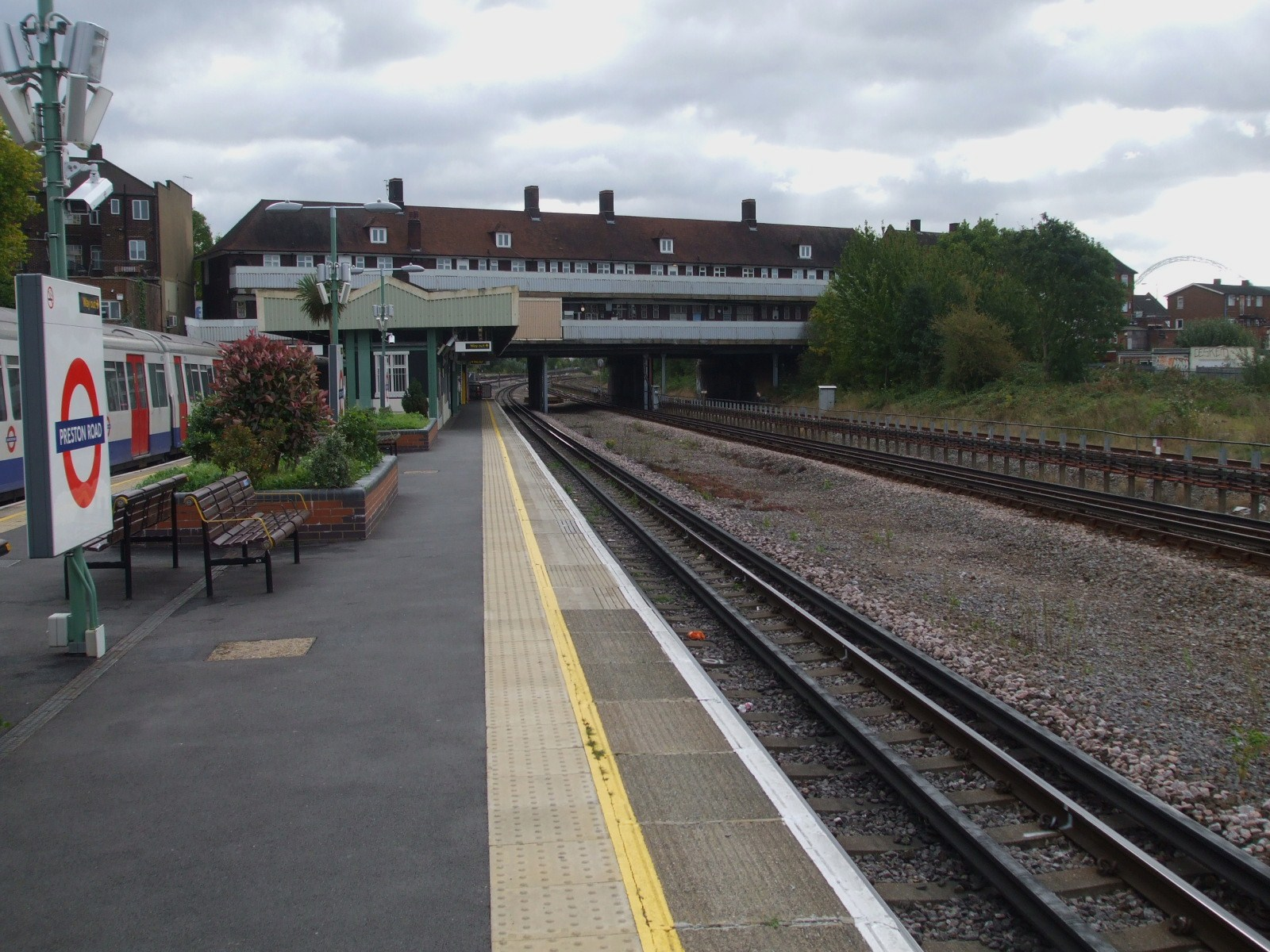
Piattaforma verso nord guardando ad est.
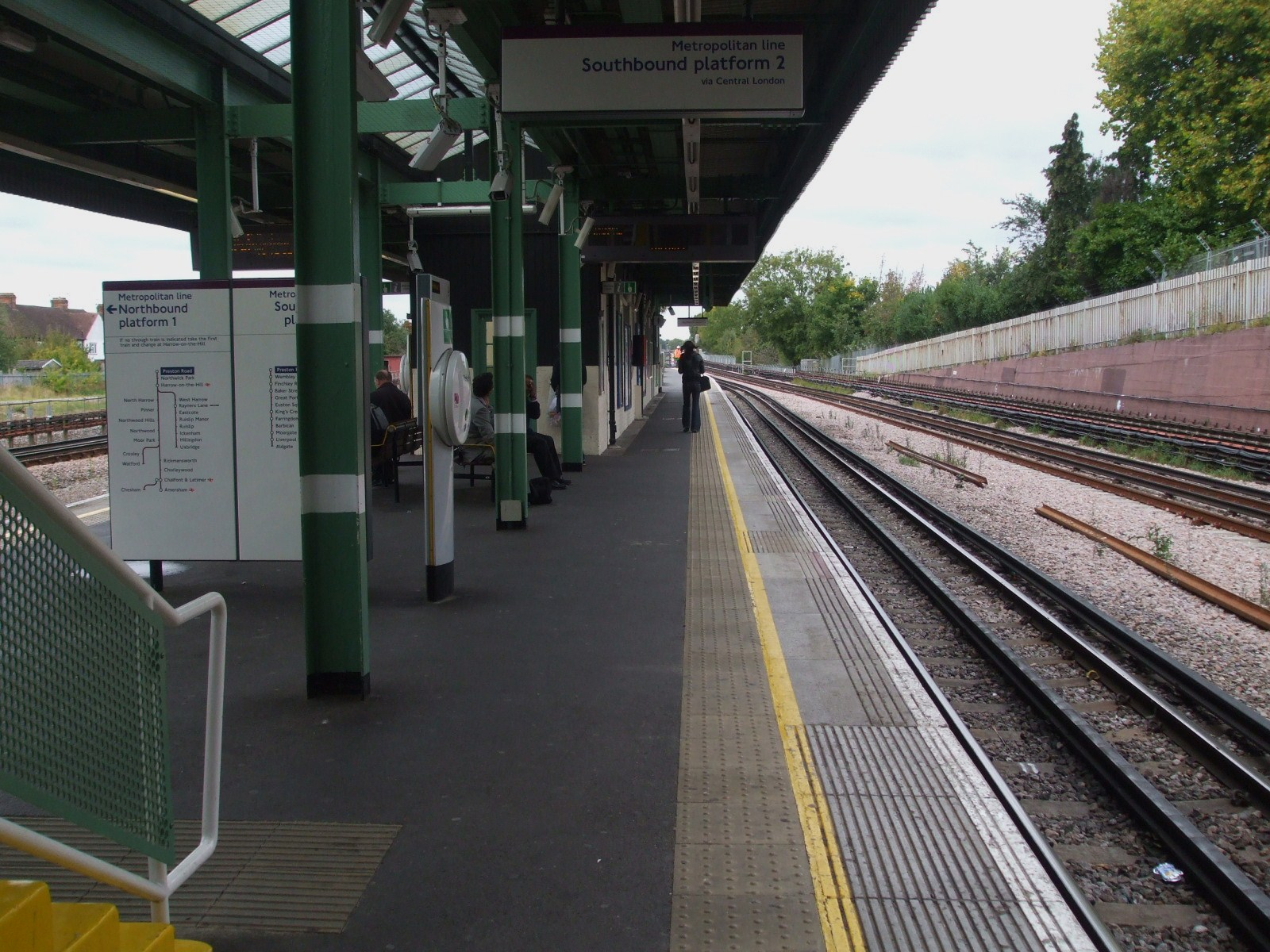
Piattaforma verso sud guardando ad est
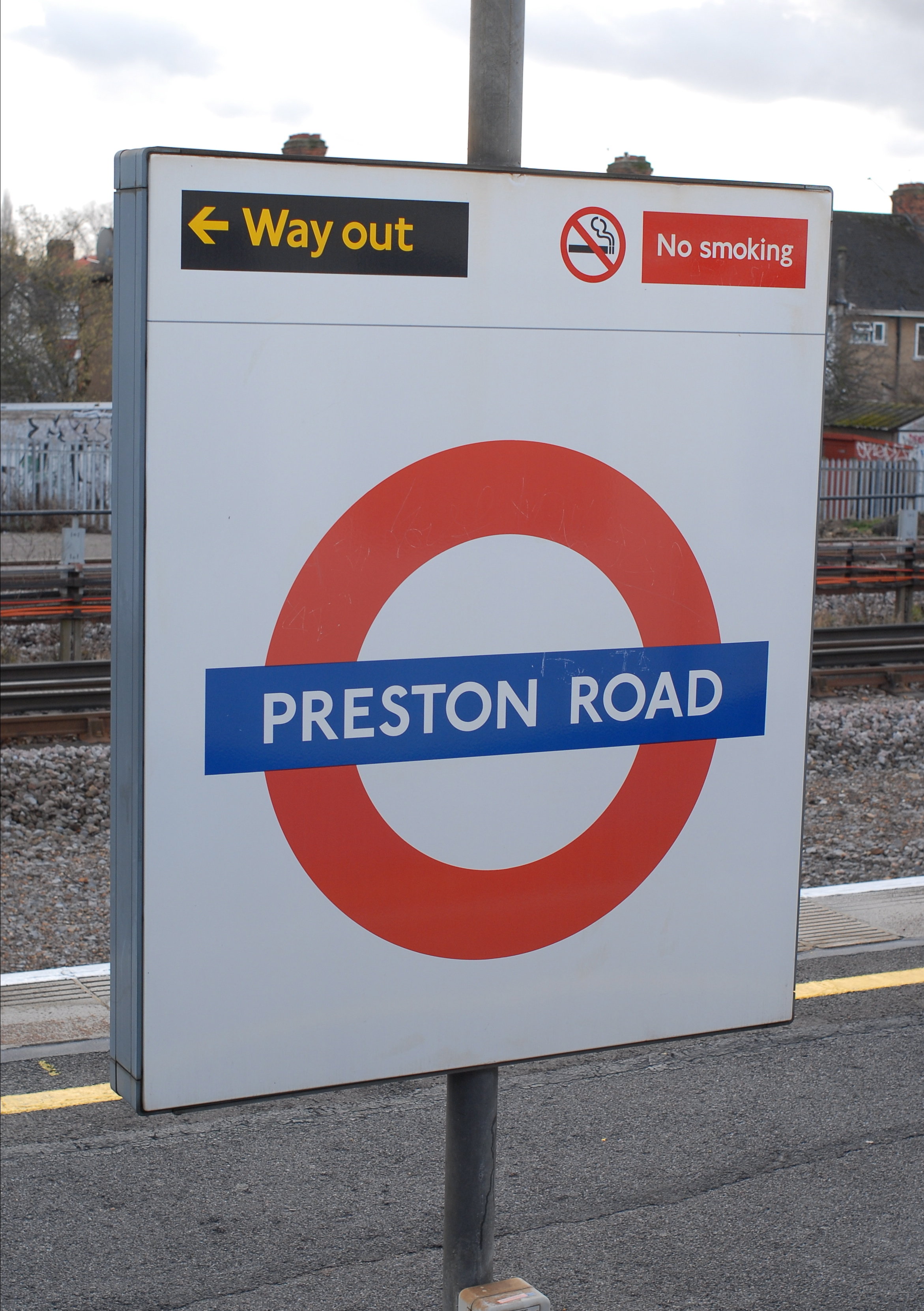
Segnale di stazione